# صبير عالي
صبير عالي (الاسم العلمي:Opuntia elatior) هو نوع من النباتات يتبع جنس الصبير من الفصيلة الصبارية.